# خوان بابلو راميريز
خوان بابلو راميريز (بالإسبانية: Juan Pablo Ramírez)‏ (26 نوفمبر 1997 بميديلين في كولومبيا - ) هو لاعب كرة قدم كولومبي في مركز الوسط. لعب مع نادي ليونيس.

## وصلات خارجية
- خوان بابلو راميريز على موقع الاتحاد الدولي (مؤرشف)  (الإنجليزية)
- خوان بابلو راميريز على موقع قاعدة بيانات كرة القدم.إي يو (الإنجليزية)
- خوان بابلو راميريز على موقع قاعدة بيانات كرة القدم.إي يو (الإنجليزية)
- خوان بابلو راميريز على موقع Soccerway.com (الإنجليزية)
- خوان بابلو راميريز على موقع عالم كرة القدم.نت (الإنجليزية)
- خوان بابلو راميريز على موقع AS.com (الإسبانية)